# Snetterton Motor Racing Circuit
Der Snetterton Motor Racing Circuit ist eine auf den Landebahnen eines ehemaligen Flugplatzes basierende Motorsport-Rennstrecke in der britischen Grafschaft Norfolk in der Nähe des Ortes Snetterton, etwa 30 Kilometer südlich der Großstadt Norwich.

## Geschichte

### RAF Snetterton Heath

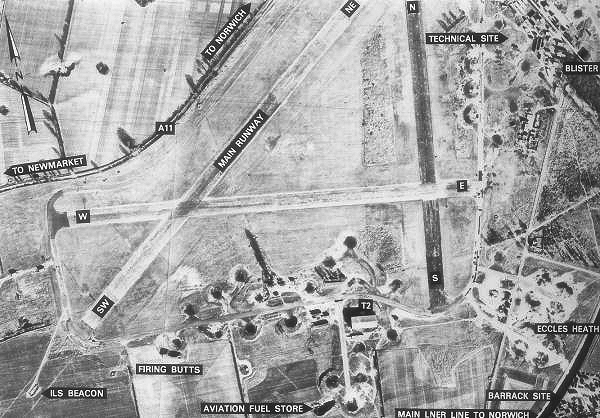
Luftbild des Flugplatzes, 1945

Das heutige Autodrome liegt auf dem Gelände eines ehemaligen Militärflugplatzes der Royal Air Force (RAF), der während des Zweiten Weltkrieges als Royal Air Force Station Snetterton Heath (kurz RAF Snetterton Heath)  bezeichnet wurde.
Erster Nutzer der 1943 eröffneten Station sollte zunächst die RAF werden. RAF Snetterton Heath wurde jedoch als eine von 28 Basen, die von der 8th Air Force genutzt werden sollten, auserkoren.
Die Anlage wurde zunächst erweitert und von September 1943 bis Juni 1945 war Thurleigh Hauptquartier des 45th Combat Bombardment Wing (später 45th Air Division), ein Teil der 3rd Bombardment Division. Bereits im Juni 1943 lag hier für eine Woche als fliegender Verband die 386th Bombardment Group (Medium), die mit vier Staffeln Martin B-26B/C Marauder ausgerüstet war, aber bereits nach wenigen Tagen nach RAF Boxted verlegt wurde. Kurz darauf verlegte die mit vier Staffeln B-17 Flying Fortress ausgerüstete 96th Bombardment Group (Heavy) nach Snetterton. Da das Hauptquartier der 3rd Air Division sich nicht weit von Snetterton entfernt befand, führten hohe Befehlshaber wie General LeMay regelmäßig persönlich die Luftangriffe auf das Gebiet des Deutschen Reiches an. Im November 1945 wurden die Bomber in die USA zurückverlegt und die Gruppe wurde aufgelöst. Der Flugplatz wurde 1948 schließlich geschlossen.

### Racing Circuit

Streckenvarianten von 1963 und 2011 im Vergleich

Nach der Schließung des Flugplatzes wurde die Anlage ab 1948 für diverse Motorsportveranstaltungen genutzt, wobei die meisten Streckenabschnitte aufgrund ihrer ehemaligen Funktion als Start- und Landebahn lange Geraden waren. Noch heute befinden sich Ziel- und Gegengerade auf dem Gebiet ehemaliger Landebahnen.
In den 1960er und frühen 70er Jahren wies der Kurs eine Länge von 4,4 Kilometern auf und wurde an Sonntagen teilweise als Marktplatz genutzt. Aufgrund zahlreicher Unfälle bei der Boxeneinfahrt wurde vor der Start- und Zielgeraden eine Schikane, die den Namen des ehemaligen Rennfahrschulbetreibers Jim Russell trägt, eröffnet. Diese Schikane wurde zwei Jahre später durch eine flüssiger zu fahrende Rechts-Links-Kurve ersetzt.
1974 wurde zusätzlich zum bestehenden Verlauf eine verkürzte Variante mit etwas über 3 Kilometern Länge geschaffen. Diese verwendete eine alte Bahn des Flughafens, die annähernd parallel zur Start- und Zielgeraden verläuft. Ab der Saison 1980 wurde der Betrieb auf der langen Streckenführung eingestellt.
1990 wurde die letzte Kurve wieder – wie in den Jahren 1965 und 1966 – zu einer Schikane umgebaut. Da sich diese als zu eng erwies, wurde sie im folgenden Jahr modifiziert.
Seit 2004 ist die Strecke im Besitz von MotorSport Vision unter Leitung des ehemaligen Formel-1-Piloten Jonathan Palmer.
Für die Saison 2011 wurden umfangreiche Baumaßnahmen durchgeführt, die die Strecke um einen neuen Teil im Inneren des bisherigen Kurses erweiterten. Die zweite Kurve wurde umgebaut und die Russel-Schikane durch eine Linkskurve ersetzt. Die längste Streckenvariante (mit der Bezeichnung Snetterton 300) beträgt seitdem 4,779 Kilometer.
Nach Einstufung der FIA dürfen alle Fahrzeugklassen mit Ausnahme der Formel 1 die Strecke verwenden.

## Rennveranstaltungen
Von 1980 bis 1994 wurde hier das erste 24-Stunden-Rennen auf britischem Boden, das sogenannte Willhire 24 Hour, ausgetragen.
Seit vielen Jahren gastiert in Snetterton zudem die britische Formel 3, die British Superbike Championship (BSB) sowie die BTCC, die höchste nationale Tourenwagen-Rennserie in Großbritannien. Im Jahr 1999 trug die BTCC ihr erstes Nachtrennen in Snetterton aus.
Der Kurs wurde vom ehemaligen Formel-1-Team Lotus und Racing Norfolk Co, einem regional ansässigen Teilnehmer der 24 Stunden von Le Mans, regelmäßig als Teststrecke genutzt.

## Galerie

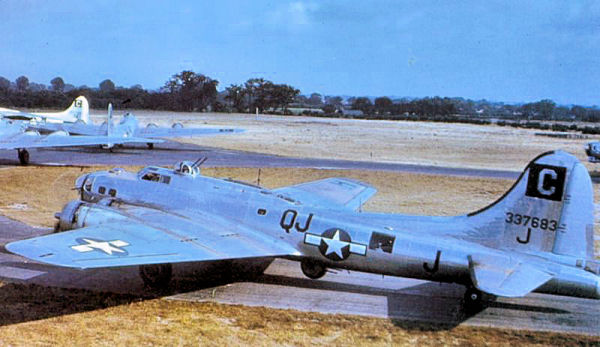
B-17 der 96. Bombardment Group
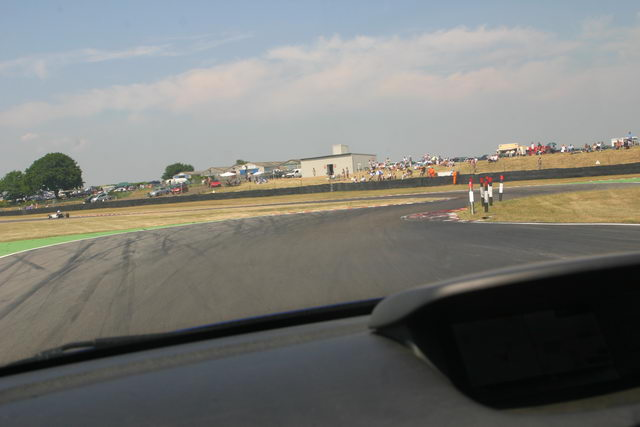
Die Russel-Schikane im Jahr 2006
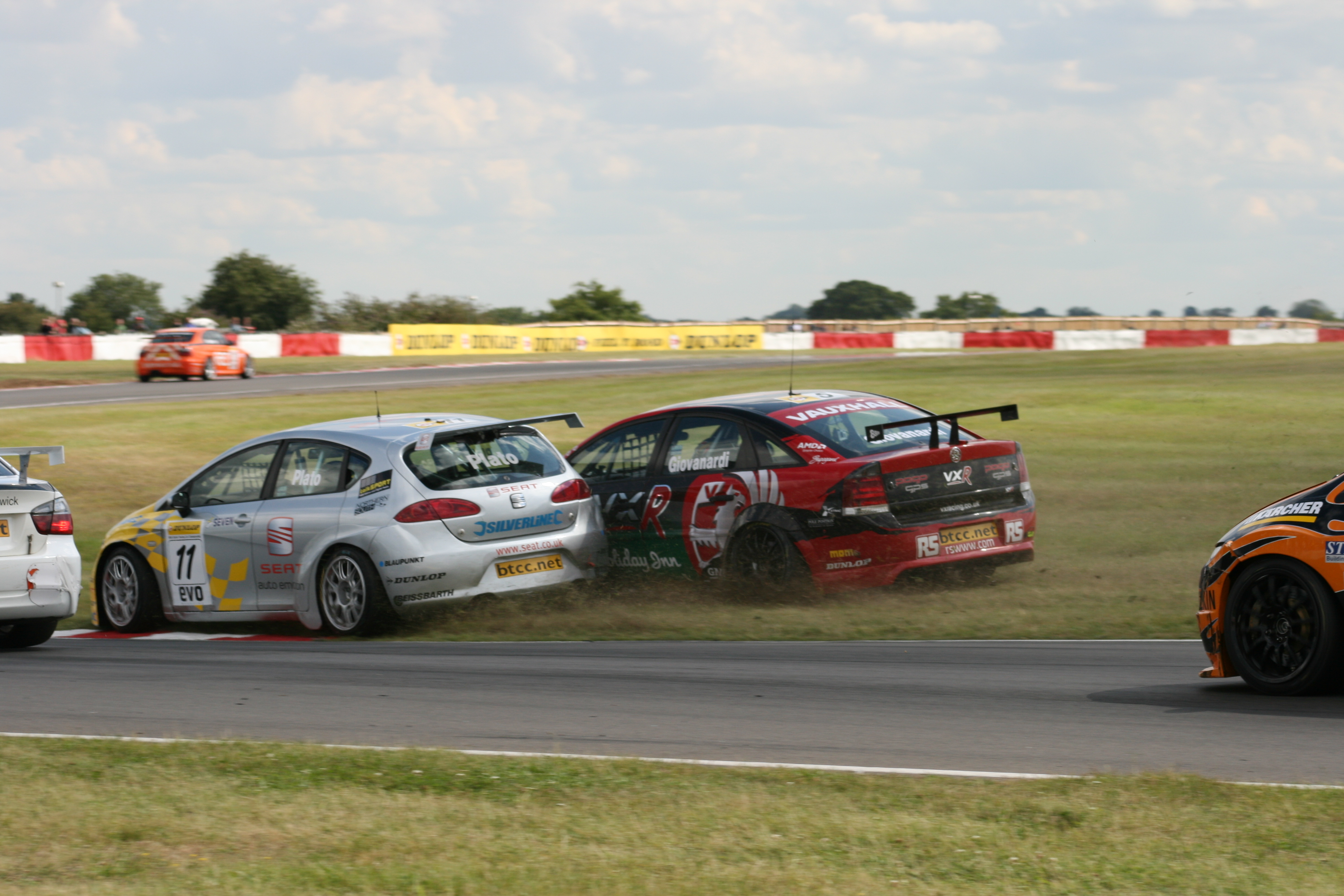
Rennszene der BTCC in Snetterton im Jahr 2007
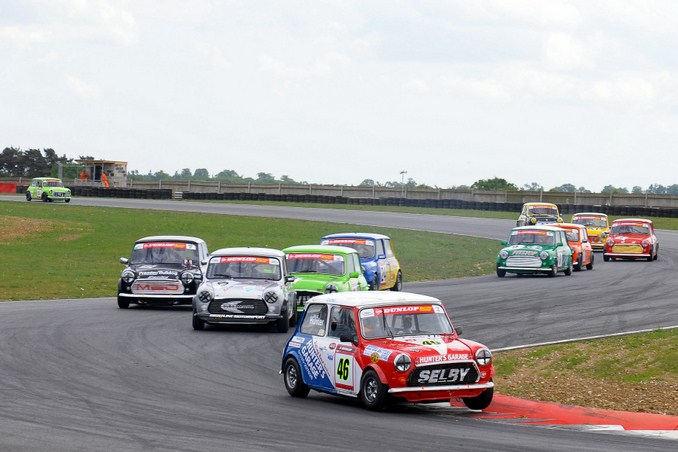
Mini Se7ens im Jahr 2011